# (4027) Mitton
(4027) Mitton es un asteroide perteneciente al cinturón de asteroides, descubierto el 21 de febrero de 1982 por Edward Bowell desde la Estación Anderson Mesa (condado de Coconino, cerca de Flagstaff, Arizona, Estados Unidos).

## Designación y nombre
Designado provisionalmente como 1982 DN. Fue nombrado Mitton en honor a la pareja de astrónomos británicos Simon y Jacqueline Mitton.